# 直百五銖
直百五銖，是指三國時蜀漢劉備時期，由時任左將軍西曹掾的劉巴建議所鑄之貨幣。其中「直」當為「值」之通假字，五銖則為漢朝官方貨幣，故而「直百五銖」僅從字面意義上來看，實即幣值百元的五銖。

## 發行背景
建安十九年（公元214年）夏，劉備破雒城，遂進圍成都，後數十日劉璋乃開城出降。成都破後，士兵紛紛丟下武器，競相至城中庫藏搶奪財物。劉備憂慮軍中開支的問題，劉巴乃與之說道：「很簡單，只要鑄造直百錢，使物價穩定，然後派遣官員去設立官方市場即可。」劉備聽從劉巴的建議，數月之後，府庫便又再次充實。

## 發行年代
直百五銖的發行年代，史書無明載，但從《三國志》〈蜀書．董劉馬陳呂董傳第九〉中裴松之引注《零陵先賢傳》內容來看，應是自建安十九年攻入成都後開始發行。且據出土文物來看，直至蜀漢中後期，直百五銖應仍在發行中，並且是作為蜀漢的主要流通貨幣。

## 流通範圍
據當今出土之直百五銖在墓葬中的分布與當時貿易情形來看，直百五銖所流通之範圍應遍佈於蜀漢及孫吳兩國境內，乃至於魏國部分地區，大約相當於今日四川、重慶、陝西、甘肅及長江中下游沿岸省份。甚至隨著後主劉禪出降舉家北遷後，大大小小的官員皆隨之北遷，大量蜀人北移的現象出現，進而造成今日北京一帶也陸續有直百五銖的出土。加之晉朝無鑄幣，多沿襲前代貨幣，直百五銖的流通範圍又進一步擴大至整個中國地區。

## 主要特徵
直百五銖的主要特徵如下：
1. 地張[註 2]厚且光滑。
2. 面背皆具內外廓，且外廓闊，呈現圓弧形，邊緣平整。
3. 廣穿穿口。[註 3]
4. 正面篆刻有「直百五銖」四字，陽文[註 4]，直讀[註 5]，其中「直百」以隸書書寫，「五銖」則以小篆書寫。
5. 依鑄造時期的不同，導致錢徑約在2.4至2.9公分浮動；重量約在3.2克至9.8克間浮動。[9][10]

## 種類
直百五銖大致可分為兩種，即犍為鑄直百五銖與四川鑄直百五銖。但兩者在外觀上的差異並不大，主要體現於錢面字形上，犍為鑄之「五」小篆在轉折處較為剛硬，且於穿右上下橫畫與內廓幾近平行，「銖」字左「金」近於箭簇，且與右「朱」接近等長，右「朱」上下與中間橫畫相連；四川鑄之「五」則略短於穿，上下橫畫與內廓不近平行，在筆畫轉折處較圓轉，「銖」字右「朱」上下與中間橫畫不相連，左「金」右「朱」等高且與內廓平行。
此外，犍為鑄直百五銖所發行之年代應略早於四川鑄直百五銖，蓋因劉備政權取得犍為郡的時間約在建安十九年夏，而取成都時約近於乃至已入秋季。按此，犍為鑄直百五銖應早於四川鑄直百五銖，也並未形成大規模流通貨幣，故錢背多有「為」字小篆，用以區別當時的其它錢種。

### 犍為鑄直百五銖
即犍為郡所鑄之直百五銖，依背面紋飾尚可粗略分作三種，分別為：
1. 背面無任何紋飾及文字，為犍為鑄光背直百五銖。
2. 內廓左側刻有「為」字，為犍為鑄背文直百五銖。因「為」字小篆與「鳥」字相近，故又有「雀兒錢」之俗稱。
3. 錢背內廓四方刻有陰紋，為犍為鑄陰紋直百五銖。

### 四川鑄直百五銖
即成都所鑄之直百五銖，依背面紋飾可粗略分作兩種，分別為：
1. 背面無任何紋飾及文字，為四川鑄光背直百五銖。
2. 錢背內廓四方刻有陰紋，為四川鑄陰紋直百五銖。

此外，四川鑄錢還有一種為花穿直百五銖，即或因澆鑄失誤，或有意為之而導致內廓不成正方者。

## 影響
在古代，錢幣的幣值通常與重量相關，倘若錢幣本身重量的增加小於錢幣幣值的增加，則會被視作是一種貨幣貶值的現象。而直百五銖的通常重量，大約在五銖的一至三倍上下浮動，但實際面額卻是五銖的百倍，如此大的增長差異，使劉備政權治下的益州產生了相當巨大的貨幣貶值並產生通貨膨脹的現象，最終藉此得以括取百姓三十乃至四十倍的物資，用以充實軍中開支。並且，直到蜀漢滅亡前後，直百五銖的實際重量已下降至原本重量的二十分之一，使貨幣進一步地貶值。
著名錢幣學者彭信威在其著作中，進一步認為蜀漢和同一時期的孫吳皆施行該種鑄造大值貨幣的行為，造成貨幣貶值及通貨膨脹的現象在國內發生；而魏國雖然造幣工藝粗糙，但勝在錢幣重量穩定，可得出魏國地區經濟較穩定的推論，因而從幣制這個出發點來看，魏國的統一是必然的結果。亦有學者以出土之直百五銖按年代逐漸減輕為出發點，進而提出此現象恰可證明蜀漢當時的經濟政治形勢與惡化趨勢。

## 引用文獻
1. ↑  陳壽. . 〈蜀書．董劉馬陳呂董傳第九〉. 裴松之注. 北京: 中華書局. 1982: 頁982. 巴曰：「易耳，但當鑄直百錢，平諸物賈，令吏為官巿。」備從之，數月之間，府庫充實。
2. 1 2  陳壽. . 〈蜀書．先主傳第二〉. 裴松之注. 北京: 中華書局. 1982: 頁882. 十九年夏，雒城破，進圍成都數十日，璋出降。
3. 1 2  陳壽. . 〈蜀書．董劉馬陳呂董傳第九〉. 裴松之注. 北京: 中華書局. 1982: 頁982. 初攻劉璋，備與士衆約：「若事定，府庫百物，孤無預焉。」及拔成都，士衆皆捨干戈，赴諸藏競取寶物。軍用不足，備甚憂之。巴曰：「易耳，但當鑄直百錢，平諸物賈，令吏為官巿。」備從之，數月之間，府庫充實。
4. ↑  張翼. . 《魏晉南北朝隋唐史資料》. 2022-05-15, (01期): 頁64. 特别是其中的 Ｍ２３ 墓，出土了一枚「陰平太守」銅印和４枚直百五銖。陰平設郡，始於後主建興二年（２２４），以「陰平太守」印陪葬顯然要比設郡晚若干年。表明蜀漢中期乃至更後，直百五銖仍然是蜀漢的主力流通貨幣。
5. 1 2  安劍華. . 《成都大學學報》. 2005-12-30, (06期): 頁65-71.
6. ↑  房玄齡. . 〈卷二十六．志十六　食貨〉. 二十五史編刊館. 1955: 頁二十一. 帝竟不鑄錢。
7. ↑  房玄齡. . 〈卷二十六．志第十六　食貨〉. 晉自中原喪亂，元帝過江，用孫氏舊錢，輕重雜行，大者謂之比輪，中者謂之四文。
8. 1 2 3 4 5  曾詠霞; 丁武明. . 《中國錢幣》. 2007-05-15, (02期): 頁19-23.
9. ↑  朱活. . 《四川文物》. 1990-06-30, (03期): 頁39-40.
10. ↑  趙會元. . 《中國錢幣》. 2000-05-20, (02期): 頁12. 今見直百五銖實物，大小不一，輕重懸殊，大者徑29毫米，重10克左右，當為章武年間及以前所鑄。建興以後逐漸變小減重。最小的錢見到有徑24毫米，重3克左右，也有僅重2克的。
11. ↑  司馬光.  六十七卷. 諸葛亮留關羽守荊州，與張飛、趙雲將兵泝流克巴東。至江州，破巴郡太守嚴顏，生獲之。飛呵顏曰：「大軍旣至，何以不降，而敢拒戰！」顏曰：「卿等無狀，侵奪我州。我州但有斷頭將軍，無降將軍也！」飛怒，令左右牽去斫頭。顏容止不變，曰：「斫頭便斫頭，何為怒邪！」飛壯而釋之，引為賓客。分遣趙雲從外水定江陽、犍為，飛定巴西、德陽。
12. ↑  陳壽. . 〈卷三十六．關張馬黃趙傳第六〉. : 頁949. 亮率雲與張飛等俱泝江西上，平定郡縣。至江州，分遣雲從外水上江陽，與亮會于成都。
13. ↑  趙會元. . 《中國錢幣》. 2000-05-20, (02期): 頁12. 另有背左陽文「為」字，是建安二十年得犍為郡，於其地所鑄。 背鐫刻「為」字，以別他錢。
14. ↑  許樹信. . 《中國錢幣》. 1984, (02期): 頁13-14. 縱觀整個歷史，銅錢貶值的現象大約有三種：……二、鑄大錢，錢體和重量都有所增加，而錢幣面額價值則增加得更多，使銅錢的名義價值遠遠超過本身金屬材料的價值。
15. ↑  莫洪貴. . 《中國錢幣》. 1986, (03期): 頁57-58. 這種錢幣，後來逐漸減重，到蜀漢著名政治家諸葛亮死的前後，一枚「直百五銖」錢的重量已減到原來的四分之一；到後主劉禪投降前後，則減到原來的二十分之一，這是一種大面額加減重的雙重貶值。
16. ↑  黃留春. . 《中國錢幣》. 1992-07-01, (02期): 頁33. 此窖銅錢中出土的曹魏五銖雖然鑄工粗劣，錢形別異，但其各式重量基本相等，鑄造工藝也極為近似，知曹魏政權仍然是承襲漢制，以法定五銖，平諸物價， 進行整頓和調整貨幣經濟。 另外，也說明曹魏地區的經濟比較穩定。
17. ↑  彭信威. . 上海: 上海人民. 1958: 頁107–108.